# Jamie McKelvie
Jamie McKelvie es un dibujante e ilustrador británico, conocido por sus trabajos en Phonogram, Jóvenes Vengadores y The Wicked + The Divine, y por sus diseños de personajes de cómic.

## Carrera
McKelvie ha colaborado con Kieron Gillen en distintas obras desde 2003. Comenzó trabajando para la PlayStation Official Magazine UK con una tira cómica titulada Save Point, que fue publicada durante tres años.[1] Su primer cómic juntos es Phonogram, una serie de seis números en 2006, seguida por dos secuelas en 2008 y 2015 con Matt Wilson. Los tres trabajaron juntos en un relanzamiento de Jóvenes Vengadores de Marvel en 2013..[2] Actualmente están trabajando en la nueva serie The Wicked + The Divine, lanzada en 2014.[3]
Su primera serie como guionista y artista, Suburban Glamour, con Guy Major y Matthew Wilson como coloristas, fue publicada en 2008. Ha completado varios trabajos para Marvel Comics, entre los que se incluyen Los Defensores con Matt Fraction y la novela gráfica Primera Temporada. La Patrulla X con Dennis Hopeless.
Las obras de McKelvie también adornan las portadas del álbum Brilliant! Tragic! y del sencillo Lost Weekend de Art Brut,[4][5][6] y de dos novelas del escritor Mur Lafferty.[7]

## Obras

### Cómics

#### Viñetas
- Loss (con Amber Benson como guionista, en Four Letter Worlds, 144 páginas, Image Comics, abril 2005)
- Long Hot Summer (con Eric Stephenson, novela gráfica, 96 páginas, Image Comics, septiembre 2005)
- Phonogram (con Kieron Gillen, serie limitada de tres volúmenes, Image Comics, 2006, 2009, 2015):
  - Rue Britannia (Vol 1 #1–6 (2006), tpb, 144 páginas)
  - The Singles Club (Vol 2 #1–7 (2009), tpb, 160 páginas)
  - The Immaterial Girl (Vol 3 #1–6 (2016), tpb, 168 páginas)
  - The Complete Phonogram, (Vol 1, 2 y 3 (2017), 504 páginas)
- Suburban Glamour (guion e ilustraciones, mini-serie de 4 números, Image Comics, octubre 2007. tpb, 104 páginas, abril 2008)
- Migas (con Matt Fraction como guionista, historia de Rondador Nocturno en X-Men: Divided We Stand Núm. 1, antología de cómics, Marvel Comics, junio 2008)
- Cable (Duane Swierczynski como guionista, números 11 y 12, Marvel Comics, 2009): recogido en:
  - X-Force/Cable: La Guerra del Mesías (tpb, 336 páginas)

- Gotham Gazette (con Fabian Nicieza, DC Cómics): recogido en:
  - Batman: Batalla por el manto (tpb, 160 páginas)
- ASEDIO Loki (con escritor Kieron Gillen, uno disparado (abril 2010), Cómics de Maravilla): recogido dentro:
  - Asedio: Thor (recoge Thor 607@–610, Asedio: Loki y Mutantes Nuevos 11, tpb, 144 páginas, ISBN 0-78514-814-0 )
- Cómics definitivos: Araña-Hombre (con escritor Brian Michael Bendis, Co-Asunto de Artista 150, Cómics de Maravilla)
- Hombre de Hierro invencible (con escritor Fracción Mate, atrás arriba de historias en asuntos 32 y 33, Cómics de Maravilla)
- Generación Hope (con escritor Kieron Gillen, emite 5 y 9, Cómics de Maravilla): recogido dentro:
  - El Futuro es una Cuatro Palabra de Letra (recoge #1@–5, tpb, 120 páginas, ISBN 0-78514-719-5 )
  - Cisma (recoge #6@–12, tpb, 168 páginas ISBN 0-78515-242-3 )
- Secreto Avengers (con escritor Warren Ellis, asunto 16, Cómics de Maravilla, agosto 2011): recogido dentro
  - Corrido La Misión, no Consigue Visto, Salvar El Mundo (recoge #16@–21, tpb, 144 páginas, ISBN 0-78515-255-5 )
- Estación de X-Men Un (con escritor Dennis novela Desesperada , gráfica, 136 páginas, Cómics de Maravilla, Marcha 2012, ISBN 0-78515-645-3 )
- Defensores (con escritor Fracción Mate, emite 8@–11): recogido dentro
  - Volumen 2 (recoge #7@–12, tpb, 136 páginas, ISBN 0-78515-853-7 )
- Maravilla Ahora Punto Un (parte, con Kieron Gillen, Cómics de Maravilla, 2012)
- Jóvenes Vengadores (con Kieron Gillen y Wilson Mate, Marvel Comics, 2013-4)
- The Wicked + The Divine (con Kieron Gillen y Wilson Mate, Image Comics, 2014–): recogido en:
  - El Acto Fáustico (r#1–5, tpb, 180 páginas)
  - Fandemónium (#6–11, tpb, 200 páginas)
  - Suicidio comercial (#12–17, tpb, 200 páginas)
  - Rising Action (#18–22, tpb, 168 páginas)
  - Imperial Phase (Part 1) (#23–28, tpb, 200 páginas)